# Perknov
Perknov (německy Pergnau) je někdejší samostatná ves, dnes náležící jako katastrální území k městu Havlíčkův Brod, od jehož centra je vzdálený 2.5 kilometru západním směrem.

## Historie
První zmínka o Perknovu pochází z roku 1382, kdy se po něm psal Jan z Perknova. Název pochází od německého Birkenau, tj. Březová niva. Ve 14. století patřila ves pánům z Lipé. V roce 1450 je připomínán Aleš z Perknova. Na počátku 16. století Perknov náležel Janovi z Lipé a od roku 1533 byl ve vlastnictví Petra z Kamberka. Stávala zde tvrz, uváděná prvně roce 1533 a naposledy na sklonku 16. století. Pozůstatky tvrze se nedochovaly.

## Současnost
V Perknově se nachází čistírna odpadních vod pro Havlíčkův Brod, mateřská škola, pobočka krajské knihovny, oddíl dobrovolných hasičů, hostinec U Palánů, cukrárna Jane, potraviny FUK, oplocené hřiště pro různé sporty, dětské hřiště, čerpací stanice AVIA Markoil, Muzeum elektoenergetiky. Perknovem protéká řeka Sázava na níž se nachází 2 jezy vymezující náhon k bývalému mlýnu. Dopravní obsluhu v Perknově zajišťuje městská hromadná doprava Havlíčkův Brod. Při ulici Ledečská vede také cyklostezka.

## Památky a zajímavosti
- na návsi stojí malá centrální čtyřboká pozdně barokní kaple z konce 18. století.

### Externí odkazy

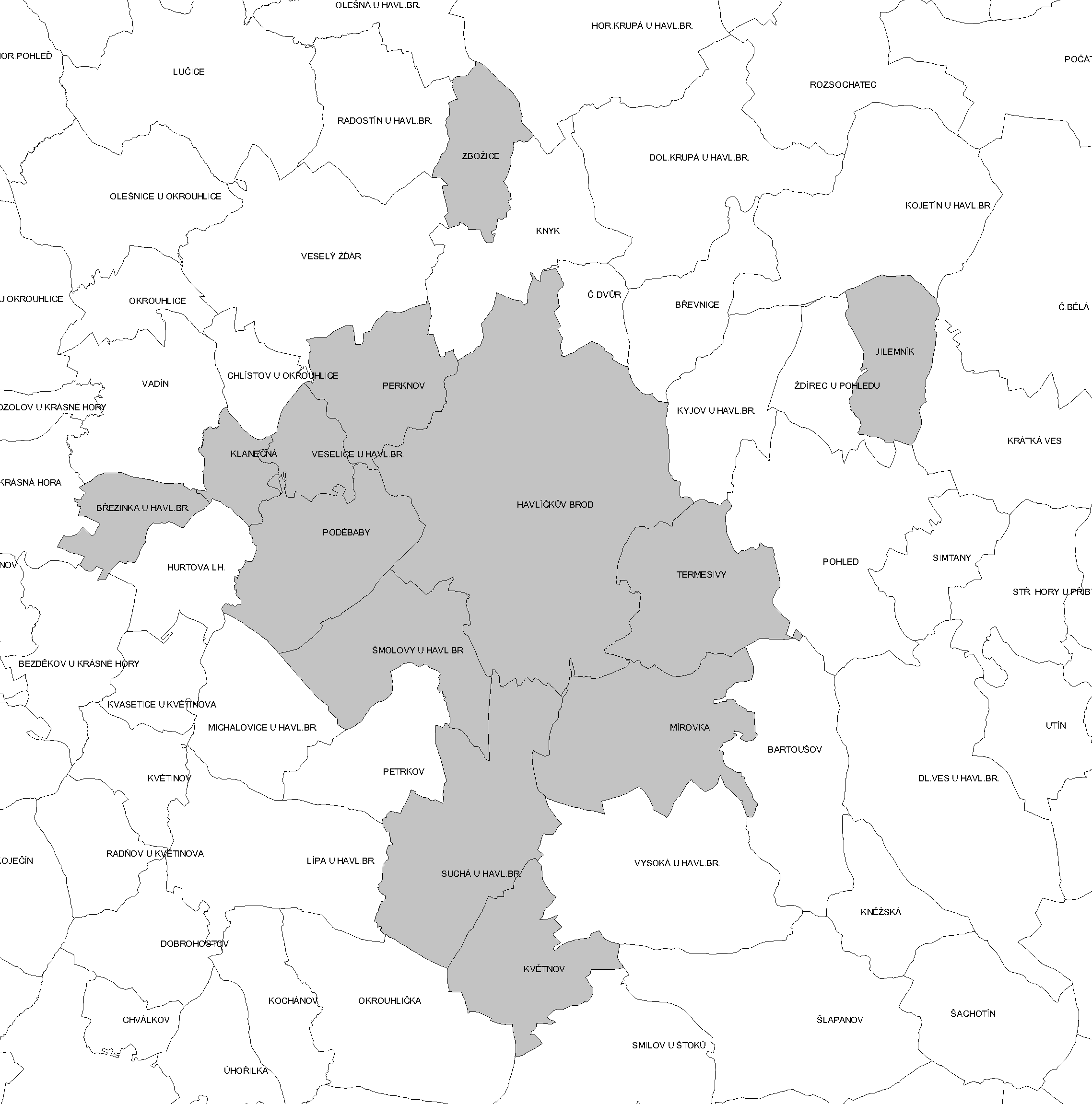
Katastrální členění Havlíčkova Brodu